# Vikentove, Bilohirea
Vikentove (în ucraineană Вікентове) este un sat în comuna Zalujjea din raionul Bilohirea, regiunea Hmelnîțkîi, Ucraina.

## Demografie
Componența lingvistică a localității Vikentove
     Ucraineană (100%)
Conform recensământului din 2001, toată populația localității Vikentove era vorbitoare de ucraineană (100%).